# Mary Woronov
Mary Woronov est une actrice américaine née le 8 décembre 1943 à Brooklyn, New York (États-Unis).

## Biographie
Elle naît en 1943 dans le quartier de Brooklyn à New York. Elle est la fille de Carol Eschholz et d'un père adoptif, Victor D. Woronov, un cancérologue.
Dans les années 1960, elle est très proche d'Andy Warhol et fait partie des Superstars, un groupe de personnalités dont l'artiste s'entoure, notamment à la Factory.
Elle se fait remarquer au cinéma dans La Course à la mort de l'an 2000 (1975) où elle joue le rôle de Calamity Jane, une concurrente dans une course meurtrière de voitures à travers les États-Unis. Son rôle le plus mémorable reste celui de Mary Bland dans Eating Raoul (1982) où elle incarne une infirmière prête à tout (avec la complicité de son mari) pour rassembler l'argent nécessaire à l'achat d'un restaurant.
Elle a souvent collaboré avec l'acteur et réalisateur Paul Bartel.

## Filmographie
- 1966 : Superboy
- 1966 : Hedy : Femme policier
- 1966 : Milk
- 1966 : Shower
- 1966 : Chelsea Girls : Hanoi Hannah
- 1966 : Kiss the Boot
- 1966 : The Beard : Jean Harlow
- 1967 : Four Stars
- 1970 : Kemek : Mary Wonderly
- 1973 : Les Pulpeuses (Sugar Cookies) : Camila Stone
- 1974 : La Reine du mal (Seizure) : Mikki Hughes
- 1974 : Silent Night, Bloody Night : Diane Adams
- 1974 : Somerset (série télévisée) : Stephanie Dillard
- 1975 : La Course à la mort de l'an 2000 (Death Race 2000) de Paul Bartel : Calamity Jane
- 1975 : Cover Girl Models : Diane
- 1976 : Hollywood Boulevard d'Allan Arkush : Mary McQueen
- 1976 : La Prison du viol (Jackson County Jail) : Pearl
- 1976 : Cannonball ! : Sandy Harris, fille dans le van n°1
- 1976 : Drôles de dames (Charlie's Angels) (série télévisée) : Maxine
- 1976 : Hollywood Man : Julie
- 1977 : In the Glitter Palace (TV) : Barmaid
- 1977 : On m'appelle Dollars (Mr. Billion) de Jonathan Kaplan : petit rôle
- 1977 : Bad Georgia Road : Hackett
- 1977 : L'Âge de cristal (Logan's Run) (série télévisée) : Irene
- 1978 : The One and Only : Arlene
- 1979 : Du rouge pour un truand (The Lady in Red) : Braqueuse
- 1979 : Rock 'n' Roll High School : Miss Evelyn Togar
- 1979 : Taxi (série télévisée) : Fran Strickland
- 1979 : Madame Columbo (Mrs. Columbo) (série télévisée) : Amie de Kate
- 1980 : Buck Rogers au XXVe siècle (Buck Rogers in the 25th Century) (série télévisée) : Nola
- 1981 : Heartbeeps d'Allan Arkush : Party House Owner
- 1982 : Eating Raoul : Mary Bland
- 1982 : National Lampoon's Movie Madness : Secrétaire ("Success Wanters")
- 1983 : Angel of H.E.A.T. : Samantha Vitesse
- 1983 : Get Crazy de Allan Arkush : Violetta
- 1984 : The Movie House Massacre : Miss Blackwell
- 1984 : The Princess Who Had Never Laughed (TV) : Gouverneur
- 1984 : Pour l'amour du risque (Hart to Hart) (série télévisée) : Clavell
- 1984 : Young Lust
- 1984 : La Nuit de la comète (Night of the Comet) de Thom Eberhardt : Audrey
- 1985 : Get Out of My Room
- 1985 : Le Grand Défi (Challenge of a Lifetime) (TV) : Mary Garritee
- 1985 : A Bunny's Tale (TV) : Miss Renfro
- 1985 : Hellhole : Dr Fletcher
- 1985 : K 2000 (Knight Rider) (série télévisée) : Dr Von Furst
- 1985 : Mr. Belvedere (série télévisée) : Cheryl
- 1985 : Arabesque (Murder, She Wrote) (série télévisée) : Brady
- 1986 : Père et impair (You Again ?) (série télévisée) : Dr Quinn
- 1986 : Nomads : Dancing Mary
- 1986 : TerrorVision : Raquel Putterman
- 1986 : Shopping (Chopping Mall) de Jim Wynorski : Mary Bland
- 1986 : Histoires fantastiques (Amazing Stories) (série télévisée) : Infirmière
- 1986 : Brothers (série télévisée) : Sophia Santini
- 1986 : Faerie Tale Theatre (série télévisée) : Gouverneur
- 1986 : St. Elsewhere (série télévisée)
- 1987 : Kappa
- 1987 : Shell Game (en) (série télévisée) : Bean Sweeney
- 1987 : La Veuve noire (Black Widow) : Shelley
- 1987 : Mr. Gun (Sledge Hammer!) (série télévisée) : Jill Taylor
- 1987 : Webster (série télévisée) : Carol
- 1988 : Mortuary Academy (en) de Michael Schroeder : Mary Purcell
- 1988 : Monsters (série télévisée) : Viki
- 1989 : Warlock de Steve Miner : Channeler
- 1989 : Scenes from the Class Struggle in Beverly Hills : Lisabeth Hepburn-Saravian
- 1989 : Deux dollars sur un tocard (Let It Ride) : Quinella
- 1990 : Club Fed : Jezebel
- 1990 : Watchers II : Dr Glatman
- 1990 : Dick Tracy : Welfare Person
- 1991 : Buster's Bedroom : Jane
- 1991 : Rock 'n' Roll High School Forever : Dr Vadar
- 1991 : Motorama : La femme qui enlève Gus
- 1991 : Where Sleeping Dogs Lie : Touriste
- 1992 : The Living End : Daisy
- 1992 : Parker Lewis ne perd jamais (Parker Lewis Can't Lose) (série télévisée) : Officier Gwen
- 1993 : Good Girls Don't : Wilamena LaRue
- 1993 : Wings (série télévisée) : Lydia Detmeir
- 1993 : Flying Blind (série télévisée) : Mona
- 1993 : Roses mortelles (Acting on Impulse) (TV) : Réceptionniste
- 1993 : Grief (en) de Richard Glatzer : Attorney
- 1994 : Babylon 5 (série télévisée) : Ko'Dath
- 1994 : Shake, Rattle and Rock! (TV) : E. Joyce Togar
- 1994 : Angela, 15 ans (My So-Called Life) (série télévisée) : Dr Linda Shields
- 1995 : La Traque (Number One Fan) de Jane Simpson : Organisatrice de mariage
- 1995 : Highlander (série télévisée) : Rita Luce
- 1995 : Les Monstres (Here Come the Munsters) (TV) : Mme Dimwitty
- 1996 : La Vie de famille (Family Matters) (série télévisée) : Mme Ramsay
- 1996 : Une virée d'enfer (Glory Daze) : La mère de Joanie
- 1996 : The Munsters' Scary Little Christmas (TV) : Mme Dimwitty
- 1998 : Les Secrets d'une femme de chambre (Secrets of a Chambermaid) : Felicity
- 1998 : Sweet Jane : Vendeuse
- 1998 : Mom, Can I Keep Her? (vidéo) : Dr Klein
- 1999 : Zoo : Prunella
- 1999 : Perfect Fit : Mom
- 1999 : Invisible Mom II (vidéo) : Olivia
- 2000 : Straight Right : Dr Wright
- 2001 : The Vampire Hunters Club (vidéo) : Réceptionniste
- 2001 : The New Women : Lisa LaStrada
- 2003 : Prison-A-Go-Go! : Dyanne She-Bitch Slutface
- 2003 : Les Looney Tunes passent à l'action (Looney Tunes: Back in Action) : Acme VP, Bad Ideas
- 2004 : The Halfway House : Sœur Cecelia
- 2004 : Frog-g-g! : Doctor
- 2004 : I Pass for Human : Dr Larraz
- 2005 : The Devil's Rejects : Abbie
- 2009 : The House of the Devil : Mme Ulman